# Keyshia Cole
Keyshia Cole (Oakland, California, 15 de octubre de 1981) es una cantautora estadounidense de R&B nominada a un Grammy. Cole cita a los cantantes Mary J. Blige y Brandy como sus mayores influencias e inspiraciones.
Lanzó su primer álbum, The Way It Is, en junio de 2005, y su segundo álbum, Just like You, en septiembre de 2007. Su tercer álbum, A Different Me, salió a la venta el 16 de diciembre de 2008. La canción principal de ese álbum, "Playa Cardz Right", incluye al cantante de rap Tupac y fue oficialmente lanzado el 8 de octubre de 2008.
La tercera temporada de su reality de la BET, Keyshia Cole: The Way It Is comenzó el martes 11 de noviembre de 2008.